# Ciermięcice
Ciermięcice est une localité polonaise de la gmina et du powiat de Głubczyce en voïvodie d'Opole.